# آقا و خانم آیزاک نیوتون فیلیپز استوکز
آقا و خانم آیزاک نیوتون فیلیپز استوکز (انگلیسی: Mr. and Mrs. I. N. Phelps Stokes) یک تابلوی نقاشی از نقاش برجسته جان سینجر سارجنت است که امروزه بخشی از مجموعهٔ موزه متروپولیتن نیویورک است. نقاشی نشانگر معمار نیویورکی آیزاک نیوتون فیلیپز استوکز به همراه همسرش است. این دو نفر در تاریخ ۱۸۹۵ ازدواج کردند